# Pogorzałe Ługi
Pogorzałe Ługi est une localité polonaise de la gmina de Rokiciny, située dans le powiat de Tomaszów Mazowiecki en voïvodie de Łódź.